# Paramunna foresti
Paramunna foresti is een pissebed uit de familie Paramunnidae. De wetenschappelijke naam van de soort is voor het eerst geldig gepubliceerd in 1977 door Alberto Carvacho.